# Cavendish (cratère)
Cavendish est un cratère d'impact lunaire situé au sud-ouest de la face visible de la Lune. Il se trouve à l'ouest de la Mare Humorum et se situe entre les cratères Henry et De Gasparis situés au nord et au sud-ouest du cratère Mersenius.
Le contour du cratère Cavendish est fortement érodé et le cratère satellite "Cavendish E" le coupe dans sa partie sud-ouest. Le cratère satellite "Cavendish A" est situé dans la bordure septentrionale. Une paire de craterlets s'étalent du centre jusqu'au bord intérieur du cratère.
En 1935, l'Union astronomique internationale lui a attribué le nom de Cavendish en l'honneur du physicien et chimiste anglais Henry Cavendish.
Par convention, les cratères satellites sont identifiés sur les cartes lunaires en plaçant la lettre sur le côté du point central du cratère qui est le plus proche de Cavendish.
| Cavendish | Latitude | Longitude | Diamètre |
| --------- | -------- | --------- | -------- |
| A         | 24.0° S  | 52.7° W   | 10 km    |
| B         | 23.2° S  | 55.1° W   | 10 km    |
| E         | 25.4° S  | 54.2° W   | 24 km    |
| F         | 26.1° S  | 54.0° W   | 18 km    |
| L         | 21.7° S  | 53.6° W   | 5 km     |
| M         | 22.0° S  | 53.8° W   | 6 km     |
| N         | 22.1° S  | 54.3° W   | 4 km     |
| P         | 24.2° S  | 51.6° W   | 4 km     |
| S         | 23.8° S  | 52.4° W   | 5 km     |
| T         | 24.8° S  | 55.2° W   | 4 km     |